# Angoulême Charente handball
 (août 2018).
Si vous disposez d'ouvrages ou d'articles de référence ou si vous connaissez des sites web de qualité traitant du thème abordé ici, merci de compléter l'article en donnant les références utiles à sa vérifiabilité et en les liant à la section « Notes et références ».
Pour les articles homonymes, voir ACH.
L’Angoulême Charente handball, abrégé en ACH, est un club de handball féminin basé dans le quartier de la Grand Font, à Angoulême. Fondé en 1967 sous le nom de Sporting Club Angoulême Handball, le club a évolué pendant 7 saisons en première division entre 2002 et 2010. 
Depuis 2014, l'équipe première évolue den Nationale 1 féminine, le troisième niveau national.

## Historique
| Saison    | Div. | Clas.        | Commentaire                                         |
| --------- | ---- | ------------ | --------------------------------------------------- |
| 1999-2000 | D2   | 7e/12        | -                                                   |
| 2000-2001 | D2   | 4e/12        | -                                                   |
| 2001-2002 | D2   | 2e           | montée en D1                                        |
| 2002-2003 | D1   | 9e/12        | -                                                   |
| 2003-2004 | D1   | 7e           |                                                     |
| 2004-2005 | D1   | 9e           |                                                     |
| 2005-2006 | D1   | 11e          | relégation en D2                                    |
| 2006-2007 | D2   | 1er          | remontée en D1                                      |
| 2007-2008 | D1   | 9e           |                                                     |
| 2008-2009 | D1   | 9e           |                                                     |
| 2009-2010 | D1   | 10e          | 4e des Play Down : relégation en D2                 |
| 2010-2011 | D2   | 7e           |                                                     |
| 2011-2012 | D2   | 9e           |                                                     |
| 2012-2013 | D2   | 4e           |                                                     |
| 2013-2014 | D2   | 12e          | relégation en N1                                    |
| 2014-2015 | N1   | 2e (Poule ?) |                                                     |
| 2015-2016 | N1   | 8e (Poule ?) |                                                     |
| 2016-2017 | N1   | 7e (Poule 1) |                                                     |
| 2017-2018 | N1   | 5e (Poule 2) |                                                     |
| 2018-2019 | N1   | 2e (Poule 1) |                                                     |
| 2019-2020 | N1   | Arrêtée      | Saisons arrêtées à cause de la pandémie de Covid-19 |
| 2020-2021 | N1   | Arrêtée      | Saisons arrêtées à cause de la pandémie de Covid-19 |
| 2021-2022 | N1   | 5e (Poule 1) |                                                     |
| 2022-2023 | N1   | 4e (Poule 1) |                                                     |
| 2023-2024 | N1   | 6e (Poule 1) |                                                     |
| 2024-2025 | N1   | en cours     |                                                     |

## Palmarès
- Champion de France de deuxième division :
  - Vainqueur (1) : 2007.
  - Deuxième (promu) : 2002.

## Effectif actuel
Les joueuses évoluant en Nationale 1 pour la saison 2024-2025 sont :
- Océane DUTREUIL
- Emma LAZZARI
- Justine HAMBURGER (c)
- Caterina MARINIELLO
- Laura SIMON
- Anne-Laure TROCADOR
- Louise THIBAUT
- Axelle IZIQUEL
- Charlotte GROO
- Zoé GABORIT
- Shirley DA SILVA NETO
- Casandra ERUAM
- Garance RENOLLET
- Clémence GRANGY

Staff
- Entraîneur : Edouard VANDERMESSE
- Entraîneur adjoint : Julien GAMBIER
- Préparateur physique : Erndual BACHELET
- Médecin : Féthy Ben Saad
- Kinésithérapeute : Nathalie BARUSSEAU
- Ostéopathe :
- Préparatrice mentale : Vincent DUGRAVIER

## Personnalités liées au club
Parmi les joueuses ayant évolué au club, on trouve :
- Maria Bals
- Anna Beresneva
- Delphine Carrat
- Fabienne Djitli
- Adeline Gaschet
- Alissa Gomis
- Leïla Hadi
- Maria Iacob
- Aurèle Itoua-Atsono
- Léontine Kibamba
- Stella Joseph-Mathieu
- Déborah Kpodar
- Stéphanie Moreau
- Edina Őri
- Horta Sivly Aliba
- Nabila Tizi

## Historique du logo

Ancien logo.
Logo actuel.